# Zythos strigularia
Zythos strigularia là một loài bướm đêm trong họ Geometridae.